# Campionat de Catalunya de natació - 800 metres lliures
Els 800 metres lliures és una prova del Campionat de Catalunya de natació que es realitza des del 2001 en categoria masculina i des del 1967 en categoria femenina, és a dir, la primera prova disputada fou per a dones. Durant molts anys, la prova de fons de les proves de natació en piscina fou els 1500 metres lliures per a la categoria masculina i els 800 metres lliures en categoria femenina. No fou fins a la temporada 2000-01 quan homes i dones començaren a competir de forma oficial en 800 i 1500 metres lliures respectivament.
La primera guanyadora fou Maria Ballesté i Huguet del CN Sabadell, amb un temps lleugerament superior als 11 minuts. L'any següent repetí títol amb un temps de 10 minuts i 50 segons. La primera nedadora que guanyà amb un temps per sota dels deu minuts fou Lídia Flaqué i Centellas, del Montjuïc, amb un temps de 9.57.5. L'any 1990 Núria Castelló i Marrugat, nedadora del CN Gavà vencé per primer cop baixant dels nou minuts. El primer campió masculí fou Daniel Vidal Juncadella del Mediterrani (8:24.63).
Fins a l'any 2023 els nedadors amb més títols són Miguel Durán Navia amb quatre campionats (2014, 2015, 2019, 2020), en categoria masculina, i, en categoria femenina, Erika Villaécija i García amb set (2004, 2006, 2008-11, 2016).

## Historial

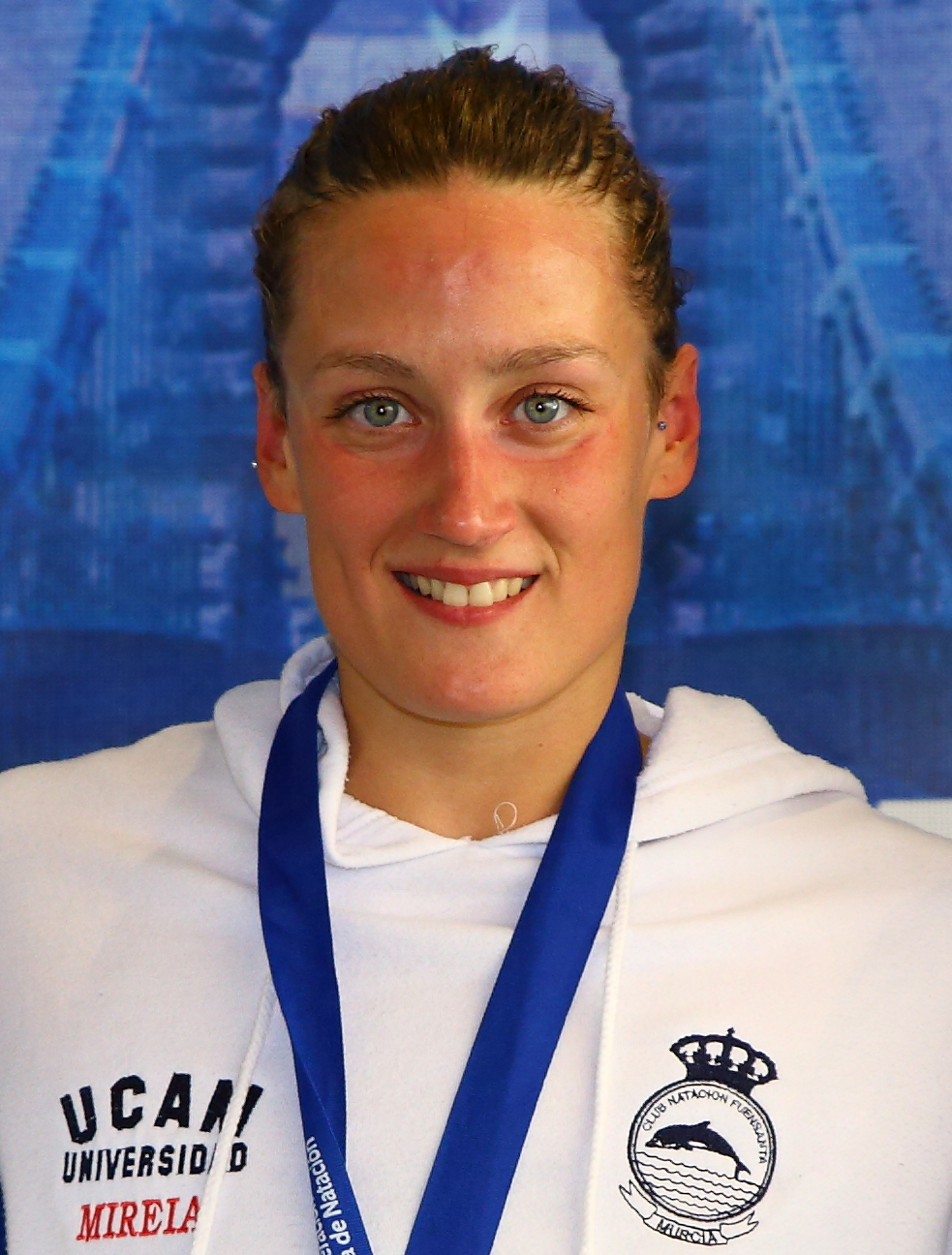
Mireia Belmonte es proclamà campiona de Catalunya dels 800 lliures l'any 2012.

| Edició   | Data    | Competició masculina                     | Competició masculina               | Competició masculina               | Competició femenina        | Competició femenina    | Competició femenina | refs.       |
| Edició   | Data    | Campió                                   | Club                               | Temps                              | Campiona                   | Club                   | Temps               | refs.       |
| -------- | ------- | ---------------------------------------- | ---------------------------------- | ---------------------------------- | -------------------------- | ---------------------- | ------------------- | ----------- |
| XLVIII   | 1967    | la prova masculina començà el 2001       | la prova masculina començà el 2001 | la prova masculina començà el 2001 | Maria Ballesté             | CN Sabadell            | 11:01.8             | [ 2 ] [ 3 ] |
| XLIX     | 1968    | la prova masculina començà el 2001       | la prova masculina començà el 2001 | la prova masculina començà el 2001 | Maria Ballesté             | CN Sabadell            | 10:50.4             | [ 2 ] [ 3 ] |
| L        | 1969    | la prova masculina començà el 2001       | la prova masculina començà el 2001 | la prova masculina començà el 2001 | Clara Ortuño Tena          | CN Sabadell            | 10:28.6             | [ 2 ] [ 3 ] |
| LI       | 1970    | la prova masculina començà el 2001       | la prova masculina començà el 2001 | la prova masculina començà el 2001 | Isabel Ortega Miquel       | CN Sabadell            | 10:22.5             | [ 2 ] [ 3 ] |
| LII      | 1971    | la prova masculina començà el 2001       | la prova masculina començà el 2001 | la prova masculina començà el 2001 | Isabel Ortega Miquel       | CN Sabadell            | 10:25.5             | [ 2 ] [ 3 ] |
| LIII     | 1972    | la prova masculina començà el 2001       | la prova masculina començà el 2001 | la prova masculina començà el 2001 | Lídia Flaqué               | CN Montjuïc            | 10:17.2             | [ 2 ] [ 3 ] |
| LIV      | 1973    | la prova masculina començà el 2001       | la prova masculina començà el 2001 | la prova masculina començà el 2001 | Lídia Flaqué               | CN Montjuïc            | 10:12.6             | [ 2 ] [ 3 ] |
| LV       | 1974    | la prova masculina començà el 2001       | la prova masculina començà el 2001 | la prova masculina començà el 2001 | Lídia Flaqué               | CN Montjuïc            | 9:57.5              | [ 2 ] [ 3 ] |
| LVI      | 1975    | la prova masculina començà el 2001       | la prova masculina començà el 2001 | la prova masculina començà el 2001 | Lídia Larrosa              | CN Sabadell            | 9:51.3              | [ 2 ] [ 3 ] |
| LVII     | 1976    | la prova masculina començà el 2001       | la prova masculina començà el 2001 | la prova masculina començà el 2001 | Lídia Larrosa              | CN Sabadell            | 9:43.9              | [ 2 ] [ 3 ] |
| LVIII    | 1977    | la prova masculina començà el 2001       | la prova masculina començà el 2001 | la prova masculina començà el 2001 | Cristina Meschede Garcia   | CN Terrassa            | 9:39.0              | [ 2 ] [ 3 ] |
| LIX      | 1978    | la prova masculina començà el 2001       | la prova masculina començà el 2001 | la prova masculina començà el 2001 | Lídia Larrosa              | CN Sabadell            | 9:43.9              | [ 2 ] [ 3 ] |
| LX       | 1979    | la prova masculina començà el 2001       | la prova masculina començà el 2001 | la prova masculina començà el 2001 | Natàlia Mas                | CN Terrassa            | 9:10.7              | [ 2 ] [ 3 ] |
| LXI      | 1980    | la prova masculina començà el 2001       | la prova masculina començà el 2001 | la prova masculina començà el 2001 | Maria Pilar Barceló        | CN Barcelona           | 9:27.6              | [ 2 ] [ 3 ] |
| LXII     | 1981    | la prova masculina començà el 2001       | la prova masculina començà el 2001 | la prova masculina començà el 2001 | Maria Pilar Barceló        | CN Barcelona           | 9:32.88             | [ 2 ] [ 3 ] |
| LXIII    | 1982    | la prova masculina començà el 2001       | la prova masculina començà el 2001 | la prova masculina començà el 2001 | Cristina Gilberte López    | CN Montjuïc            | 9:25.4              | [ 2 ] [ 3 ] |
| LXIV     | 1983    | la prova masculina començà el 2001       | la prova masculina començà el 2001 | la prova masculina començà el 2001 | Cristina Gilberte López    | CN Montjuïc            | 9:33.9              | [ 2 ] [ 3 ] |
| LXV      | 1984    | la prova masculina començà el 2001       | la prova masculina començà el 2001 | la prova masculina començà el 2001 | Teresa Garcia Colomé       | CN Catalunya           | 9:15.91             | [ 2 ] [ 3 ] |
| LXVI     | 1985    | la prova masculina començà el 2001       | la prova masculina començà el 2001 | la prova masculina començà el 2001 | Yolanda Salvador Nicolás   | CN Hospitalet          | 9:27.63             | [ 2 ] [ 3 ] |
| LXVII    | 1986    | la prova masculina començà el 2001       | la prova masculina començà el 2001 | la prova masculina començà el 2001 | Yolanda Salvador Nicolás   | CN Hospitalet          | 9:28.67             | [ 2 ] [ 3 ] |
| LXVIII   | 1987    | la prova masculina començà el 2001       | la prova masculina començà el 2001 | la prova masculina començà el 2001 | Sònia Astola               | CN Sallent             | 9:16.57             | [ 2 ] [ 3 ] |
| LXIX     | 1988    | la prova masculina començà el 2001       | la prova masculina començà el 2001 | la prova masculina començà el 2001 | Eva Basullas Vázquez       | CN Manresa             | 9:15.47             | [ 2 ] [ 3 ] |
| LXX      | 1989    | la prova masculina començà el 2001       | la prova masculina començà el 2001 | la prova masculina començà el 2001 | Núria Castelló             | CN Gavà                | 9:05.30             | [ 2 ] [ 3 ] |
| LXXI     | 1990    | la prova masculina començà el 2001       | la prova masculina començà el 2001 | la prova masculina començà el 2001 | Núria Castelló             | CN Gavà                | 8:59.06             | [ 2 ] [ 3 ] |
| LXXII    | 1991    | la prova masculina començà el 2001       | la prova masculina començà el 2001 | la prova masculina començà el 2001 | Eva Montes Parra           | CN Igualada            | 9:05.82             | [ 2 ] [ 3 ] |
| LXXIII   | 1992    | la prova masculina començà el 2001       | la prova masculina començà el 2001 | la prova masculina començà el 2001 | Eva Montes Parra           | CN Igualada            | 9:03.14             | [ 2 ] [ 3 ] |
| LXXIV    | 1993    | la prova masculina començà el 2001       | la prova masculina començà el 2001 | la prova masculina començà el 2001 | Itziar Esparza             | CN Lleida              | 9:09.11             | [ 2 ] [ 3 ] |
| LXXV     | 1994    | la prova masculina començà el 2001       | la prova masculina començà el 2001 | la prova masculina començà el 2001 | Cristina Bullón Curto      | CN Hospitalet          | 9:10.05             | [ 2 ] [ 3 ] |
| LXXVI    | 1995    | la prova masculina començà el 2001       | la prova masculina començà el 2001 | la prova masculina començà el 2001 | Sarai Justes Ortiz         | CE Mediterrani         | 8:57.92             | [ 2 ] [ 3 ] |
| LXXVII   | 1996    | la prova masculina començà el 2001       | la prova masculina començà el 2001 | la prova masculina començà el 2001 | Sarai Justes Ortiz         | CE Mediterrani         | 9:01.69             | [ 2 ] [ 3 ] |
| LXXVIII  | 1997    | la prova masculina començà el 2001       | la prova masculina començà el 2001 | la prova masculina començà el 2001 | Xènia López Rodríguez      | CN Sabadell            | 9:08.40             | [ 2 ] [ 3 ] |
| LXXIX    | 1998    | la prova masculina començà el 2001       | la prova masculina començà el 2001 | la prova masculina començà el 2001 | Maria Àngels Bardina       | CN Hospitalet          | 8:58.60             | [ 2 ] [ 3 ] |
| LXXX     | 1999    | la prova masculina començà el 2001       | la prova masculina començà el 2001 | la prova masculina començà el 2001 | Lourdes Becerra            | CN Sabadell            | 9:06.40             | [ 2 ] [ 3 ] |
| LXXXI    | 2000    | la prova masculina començà el 2001       | la prova masculina començà el 2001 | la prova masculina començà el 2001 | Xènia López Rodríguez      | CN Sabadell            | 9:02.51             | [ 2 ] [ 3 ] |
| LXXXII   | 2000-01 | Daniel Vidal Juncadella                  | CE Mediterrani                     | 8:24.63                            | Tatiana Rouba Bieniarz     | CN Montjuïc            | 9:01.44             | [ 2 ] [ 3 ] |
| LXXXIII  | 2001-02 | no es disputà                            | no es disputà                      | no es disputà                      | Elisabet Fernández Currius | CN Sant Andreu         | 9:13.04             | [ 2 ] [ 3 ] |
| LXXXIV   | 2002-03 | Albert Medrano Arjona                    | CN Sabadell                        | 8:17.81                            | Lidia Elizalde Glez.       | CN Sabadell            | 9:01.44             | [ 2 ] [ 3 ] |
| LXXXV    | 2003-04 | sense dades                              | sense dades                        | sense dades                        | Erika Villaécija           | CN Hospitalet          | 8:46.93             | [ 2 ] [ 3 ] |
| LXXXVI   | 2004-05 | Javier Núñez Molano                      | CN Sabadell                        | 8:08.36                            | Maria Àngels Bardina       | CN Sant Andreu         | 8:58.80             | [ 2 ] [ 3 ] |
| LXXXVII  | 2005-06 | Jordi Jou Ventulà                        | CN Sant Andreu                     | 8:11.79                            | Erika Villaécija           | CN Hospitalet          | 8:51.05             | [ 2 ] [ 3 ] |
| LXXXVIII | 2006-07 | Javier Núñez Molano                      | CN Sabadell                        | 8:18.26                            | Aina Llop Sangenís         | CN Atlètic-Barceloneta | 9:14.93             | [ 2 ] [ 3 ] |
| LXXXIX   | 2007-08 | Eloi Saumell Montserrat                  | CN Sabadell                        | 8:20.02                            | Erika Villaécija           | CN Hospitalet          | 8:37.54             | [ 2 ] [ 3 ] |
| XC       | 2008-09 | no es disputà                            | no es disputà                      | no es disputà                      | Erika Villaécija           | CN Sant Andreu         | 8:29.50             | [ 2 ] [ 3 ] |
| XCI      | 2009-10 | no es disputà                            | no es disputà                      | no es disputà                      | Erika Villaécija           | CN Sant Andreu         | 8:46.07             | [ 2 ] [ 3 ] |
| XCII     | 2010-11 | Adrià González Diánez                    | CN Sant Andreu                     | 8:37.22                            | Erika Villaécija           | CN Sant Andreu         | 8:39.36             | [ 2 ] [ 3 ] |
| XCIII    | 2011-12 | Víctor Goicoechea                        | CN Sant Andreu                     | 8:15.63                            | Mireia Belmonte            | CN Sabadell            | 8:33.69             | [ 2 ] [ 3 ] |
| XCIV     | 2012-13 | Víctor Goicoechea                        | CN Sant Andreu                     | 8:09.91                            | Clàudia Dasca              | CN Sabadell            | 8:45.17             | [ 2 ] [ 3 ] |
| XCV      | 2013-14 | Miguel Durán Navia                       | CN Sabadell                        | 8:19.73                            | Laura Rodríguez Cao        | CN Sabadell            | 8:54.03             | [ 2 ] [ 3 ] |
| XCVI     | 2014-15 | Miguel Durán Navia                       | CN Sabadell                        | 8:12.83                            | María Alcaide Domínguez    | CN Sabadell            | 9:02.70             | [ 2 ] [ 3 ] |
| XCVII    | 2015-16 | Antonio Arroyo Pérez                     | CN Atlètic-Barceloneta             | 8:05.20                            | Erika Villaécija           | CN Sabadell            | 8:44.81             | [ 2 ] [ 3 ] |
| XCVIII   | 2016-17 | Albert Escrits Mañosa                    | CN Sant Andreu                     | 8:01.89                            | Judith Navarro Silvestre   | CN Sant Andreu         | 8:51.35             | [ 2 ] [ 3 ] |
| XCIX     | 2017-18 | Antonio Arroyo Pérez                     | CE Mediterrani                     | 8:13.62                            | Melani Costa               | CN Terrassa            | 8:43.47             | [ 2 ] [ 3 ] |
| C        | 2018-19 | Miguel Durán Navia                       | CN Terrassa                        | 8:07.66                            | Àfrica Zamorano            | CN Sant Andreu         | 9:02.86             | [ 2 ] [ 3 ] |
| CI       | 2019-20 | Albert Escrits Mañosa Miguel Durán Navia | CN Sant Andreu CN Terrassa         | 8:01.72                            | Paula Juste Sánchez        | CN Lleida              | 8:54.46             | [ 2 ] [ 3 ] |
| CII      | 2020-21 | Ferran Julià Tous                        | CE Mediterrani                     | 8:11.91                            | Paula Juste Sánchez        | CN Lleida              | 8:54.15             | [ 2 ] [ 3 ] |
| CIII     | 2021-22 | Guillem Pujol                            | CN Mataró                          | 8:18.23                            | Victoria Yegres Cottin     | CN Barcelona           | 9:03.37             | [ 2 ] [ 3 ] |
| CIV      | 2022-23 | Guillem Pujol                            | CN Mataró                          | 8:12.13                            | Victoria Yegres Cottin     | CN Barcelona           | 9:06.42             | [ 2 ] [ 3 ] |